# EDP Renováveis
Die EDP Renováveis (deutsch: EDP Erneuerbare Energien) ist ein im Jahre 2007 gegründetes portugiesisches Unternehmen der Erneuerbaren Energien mit Schwerpunkt Windenergie und in diesem Bereich weltweit das drittgrößte Unternehmen. Der Hauptsitz ist in Madrid, Spanien. EDP wird im PSI 20, dem wichtigsten Aktienindex der Euronext in Lissabon, gelistet.
Mehrheitsaktionär von EDP Renováveis ist mit 78 % Energias de Portugal, der größte Industriekonzern Portugals und eines der wichtigsten Energieversorgungsunternehmen Europas. Im März 2007 übernahm die EDP-Gruppe von der US-Investmentbank Goldman Sachs Group das 1999 gegründete US-amerikanische Windkraftunternehmen Horizon Wind Energy LLC aus Texas und gründete daraus die EDP Renováveis.
Auf der Iberischen Halbinsel ist das Unternehmen der drittgrößte Energiebetreiber mit geschäftlichen Interessen bei der Erzeugung, Verteilung und Lieferung von Elektrizität und Gas in Portugal, sowie in Spanien. Daneben hat EDP Renováveis auch eine starke Position im brasilianischen Stromsektor und ist außerdem in Frankreich, Belgien, Polen, Rumänien und in den USA geschäftlich aktiv.
Portugal produzierte Ende 2010 rund 30 Prozent seiner benötigten elektrischen Energie aus Windenergie.

## Aktionärsstruktur
Die Aktie der EDP Renováveis hat im Portuguese Stock Index 20 der Euronext Lissabon eine Gewichtung von 10,37 % (Stand März 2017) und ist auch im Aktienindex für erneuerbare Energien (RENIXX) vertreten.
| Anteil  | Anteilseigner              |
| ------- | -------------------------- |
| 77,50 % | Energias de Portugal (EDP) |
| 19,40 % | Streubesitz                |
| 3,10 %  | MFS Investment Management  |

Im Frühling 2017 wurde von der Mehrheitsgesellschafterin EDP ein Rückkaufsangebot abgegeben, mit dem Ziel der anschließenden, zwangsweisen Übernahme der verbliebenen Minderheitsgesellschafter (squeeze-out).